# Skalstjärnen (Kalls socken, Jämtland, 708433-137025)
Skalstjärnen är en sjö i Åre kommun i Jämtland och ingår i Indalsälvens huvudavrinningsområde. Sjön har en area på 0,052 kvadratkilometer och ligger 706,7 meter över havet.

## Delavrinningsområde
Skalstjärnen ingår i det delavrinningsområde (708499-137233) som SMHI kallar för Mynnar i Sösjön. Medelhöjden är 736 meter över havet och ytan är 18,71 kvadratkilometer. Det finns inga avrinningsområden uppströms utan avrinningsområdet är högsta punkten. Björkvattsån som avvattnar avrinningsområdet har biflödesordning 3, vilket innebär att vattnet flödar genom totalt 3 vattendrag innan det når havet efter 383 kilometer. Avrinningsområdet består mestadels av skog (34 procent), sankmarker (12 procent) och kalfjäll (53 procent). Avrinningsområdet har 0,05 kvadratkilometer vattenytor vilket ger det en sjöprocent på 0,3 procent.